# Bordesley (Worcestershire)
Bordesley – wieś w Anglii, w hrabstwie Worcestershire, w dystrykcie Bromsgrove. Leży 25 km na północny wschód od miasta Worcester i 155 km na północny zachód od Londynu.